# Blågrått nejlikfly
Blågrått nejlikfly (Hadena caesia) är en fjärilsart som beskrevs av Ignaz Schiffermüller 1776. Blågrått nejlikfly ingår i släktet Hadena och familjen nattflyn. Arten är reproducerande i Sverige. Inga underarter finns listade i Catalogue of Life.

## Bildgalleri

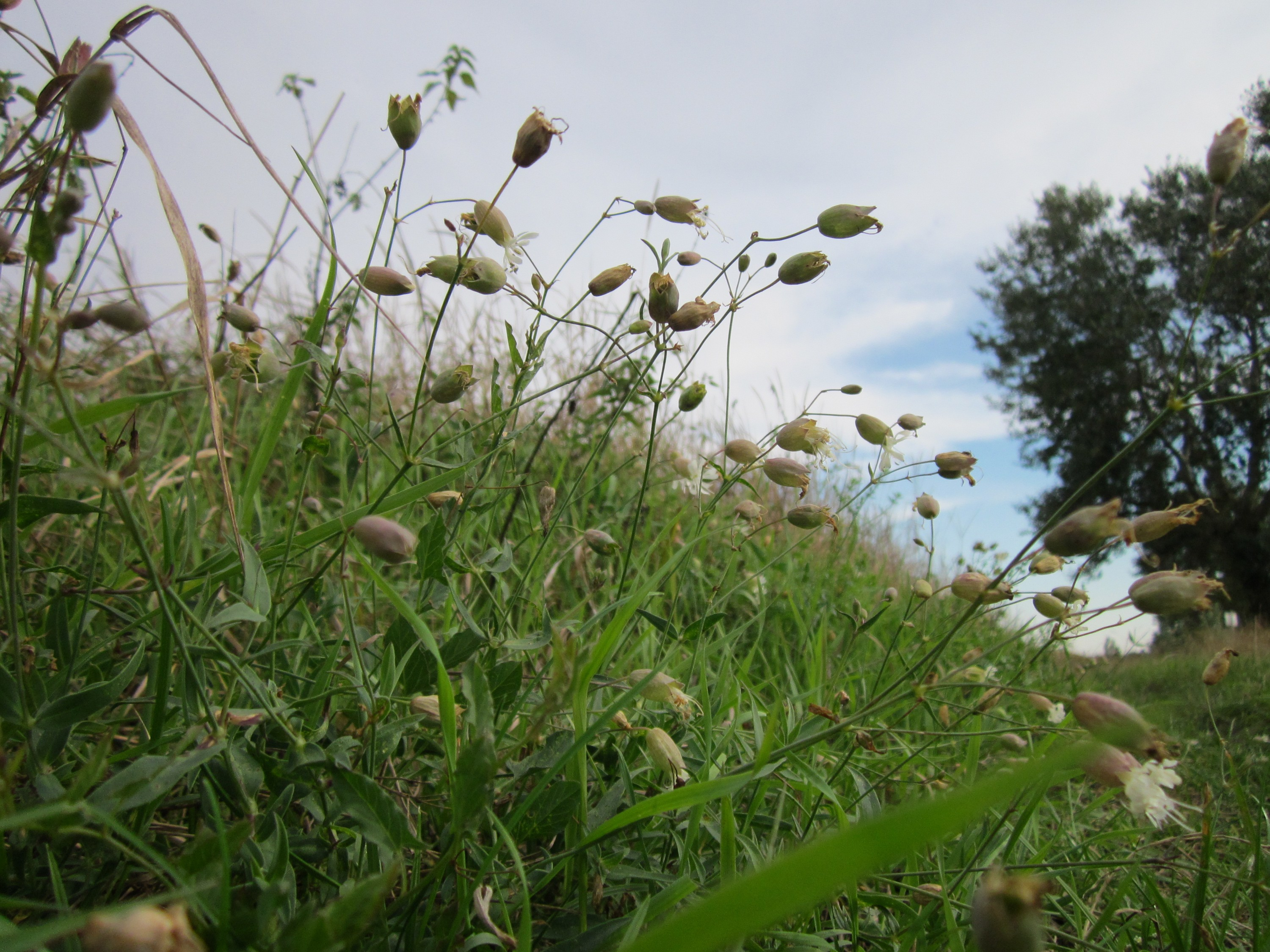
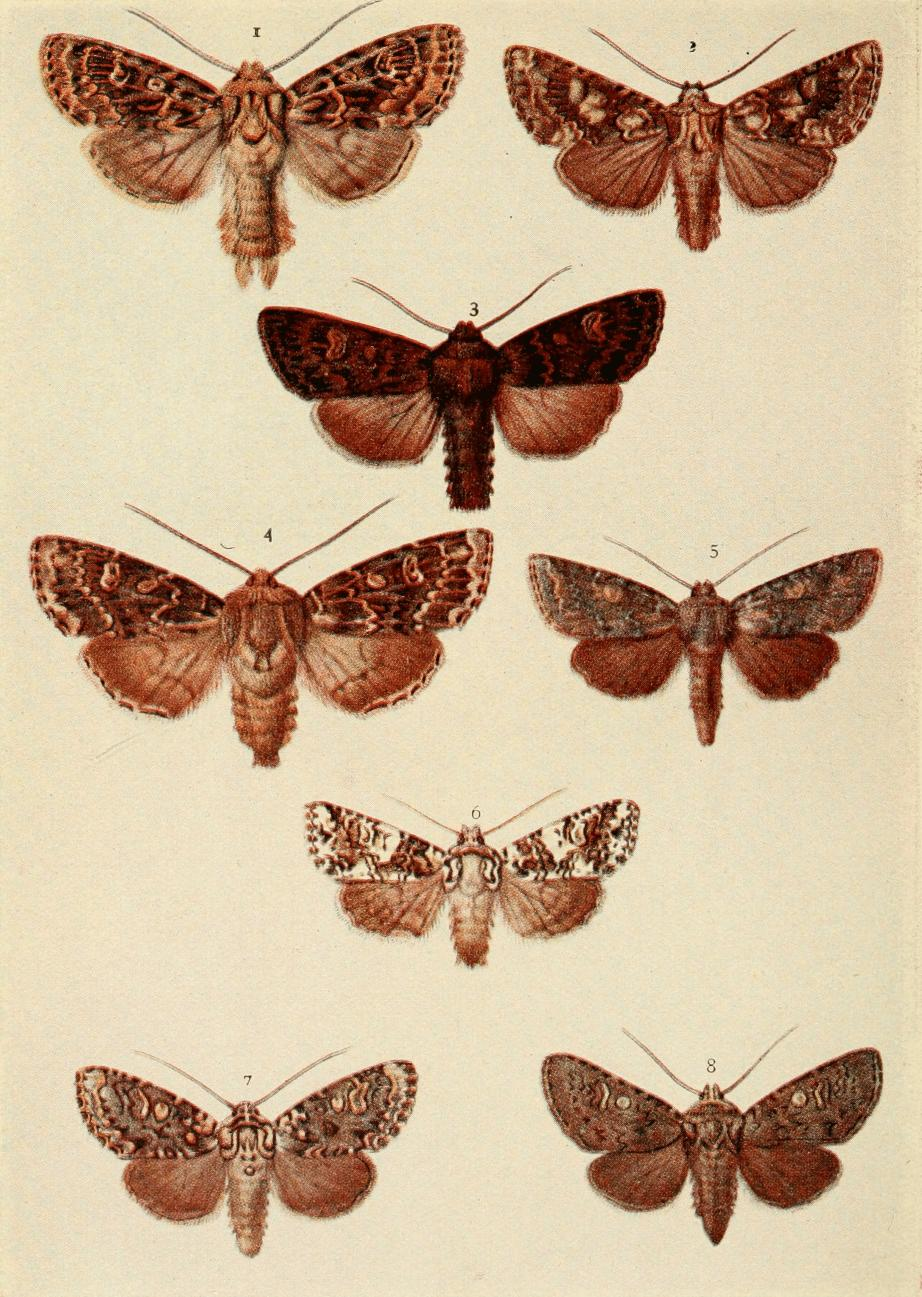